# Nyslotts flygplats
Nyslotts flygplats (finska: Savonlinnan lentoasema) (IATA: SVL, ICAO: EFSA) är en finländsk flygplats belägen cirka 15 kilometer norr om Nyslotts centrum.
Flygplatsen har en enda landningsbana och två gater, en med ett väntrum utrustade med säten. En cafeteria finns även på flygplatsen. Den mest trafikerade perioden är under Nyslotts operafestival, då antalet linje- och charterflyg som angör flygplatsen ökar markant.
Under 2011 reste cirka 12 000 passagerare via flygplatsen.

## Flygbolag och destinationer
| Flygbolag | Destinationer     |
| --------- | ----------------- |
| NyxAir    | Helsingfors-Vanda |

## Statistik
Sökfråga på wikidata efter rådata.
| År   | Inrikespassagerare | Utrikespassagerare | Totalt antal | Förändring |
| ---- | ------------------ | ------------------ | ------------ | ---------- |
| 2005 | 19,145             | 2,199              | 21,344       | −32,1% ▼   |
| 2006 | 21,305             | 2,424              | 23,729       | +11,2% ▲   |
| 2007 | 17,558             | 1,774              | 19,332       | −18,5% ▼   |
| 2008 | 12,425             | 2,781              | 15,206       | −21,3% ▼   |
| 2009 | 14,630             | 3,179              | 17,809       | +17,1% ▲   |
| 2010 | 13,007             | 2,892              | 15,899       | −10,7% ▼   |
| 2011 | 12,002             | 2,173              | 14,175       | −10,8% ▼   |